# Methanol-to-olefines
Methanol-to-Olefines, kortweg MTO is een chemisch proces uit methanol alkenen te produceren, zoals etheen en propeen (MTP).
Het proces is nuttig om kunststoffen zoals polyethyleen of polypropyleen te produceren uit aardgas of steenkool in plaats van uit aardolie. Het aardgas of de steenkolen worden daartoe eerst omgezet naar syngas en dan naar methanol.
Methanol wordt eerst gedehydrateerd naar dimethylether, DME en die wordt dan over een katalysator geleid om nog verder te dehydrateren. De chemische reactie naar etheen luidt:
{\displaystyle \mathrm {2\ CH_{3}OH\to \ CH_{3}OCH_{3}+H_{2}O\to \ (CH_{2})_{2}+2\ H_{2}O} }
De katalysator is meestal een zeoliet, bijvoorbeeld siliciumaluminiumfosfaat. Daarbij ontstaat een mengsel van etheen en propeen met verhouding propeen:etheen al naargelang de procesomstandigheden tussen 0,77 en 1,33.
De katalysator verstopt mettertijd en moet dan op een hogere temperatuur geregenereerd worden.
Het aantal mogelijke regeneraties is beperkt en uiteindelijk is de katalysator aan vervanging toe.